# Alien Lanes
| Recensione     | Giudizio |
| -------------- | -------- |
| Piero Scaruffi | [ 1 ]    |
| Rolling Stone  | [ 2 ]    |
| Pitchfork      | [ 3 ]    |

Alien Lanes è l'ottavo album della band lo-fi statunitense Guided by Voices, pubblicato il 4 aprile 1995; fu il primo pubblicato con la Matador Records. 
Secondo il libro di James Greer Guided by Voices: A Brief History: Twenty-One Years of Hunting Accidents in the Forests of Rock and Roll, l'anticipo per la registrazione fu di circa centomila dollari, uno degli accordi più costosi della storia della casa discografica; Greer afferma anche che, diversamente "Il costo per la registrazione di Alien Lanes, esclusa la birra, fu di circa dieci dollari".
Fra i recensionisti contemporanei, Matt Diehl di Rolling Stone ne descrisse la musica come "hooky rock che infonde intelligenza da cantautore e amore per la melodia con un senso di sperimentazione a volte spinoso, a volte stravagante". Caroline Sullivan di The Guardian ha dato al disco una recensione positiva, affermando che "le canzoni di Pollard sono gemme che rimangono solo da questa parte di eccentricità consapevole". Sullivan ha sottolineato le durate dei brani, affermando che erano "il tempo sufficiente per Pollard per rantolare alcune linee oblique e il chitarrista Tobin Sprout per tracciare una melodia rauca." Robert Christgau di The Village Voice ha dato all'album come giudizio un "disastro".
Mark Deming di AllMusic ha descritto Alien Lanes come simile a Bee Thousand, sebbene senza "altrettanti ovvi capolavori" e "meno evidenti errori" .
Pitchfork ha incluso Alien Lanes nella loro "Top 100 Albums degli anni '90", al n. 27. Magnet l'ha battezzato il miglior album del 1995. L'album è stato incluso nel libro 1001 Albums You Must Hear Before You Die1001 (1001 Album che devi sentire prima di morire).

## Tracce
1. A Salty Salute – 1:29 (R. Pollard, Tobin Sprout)
2. Evil Speakers – 0:58
3. Watch Me Jumpstart – 2:24
4. They're Not Witches – 0:51 (Greg Demos, Jim Pollard, R. Pollard)
5. As We Go Up, We Go Down – 1:37
6. (I Wanna Be a) Dumbcharger – 1:13
7. Game of Pricks – 1:33
8. The Ugly Vision – 1:34
9. A Good Flying Bird – 1:07 (Sprout)
10. Cigarette Tricks – 0:18 (Demos, J. Pollard, R. Pollard, Sprout)
11. Pimple Zoo – 0:42
12. Big Chief Chinese Restaurant – 0:56 (J. Pollard, R. Pollard)
13. Closer You Are – 1:56
14. Auditorium – 1:02 (R. Pollard, Sprout)
15. Motor Away – 2:06 (R. Pollard, Sprout)
16. Hit – 0:23
17. My Valuable Hunting Knife – 2:00
18. Gold Hick – 0:30
19. King and Caroline – 1:36 (R. Pollard, Sprout)
20. Striped White Jets – 2:15
21. Ex-Supermodel – 1:06 (R. Pollard, Sprout)
22. Blimps Go 90 – 1:40
23. Strawdogs – 1:17 (Sprout)
24. Chicken Blows – 2:21
25. Little Whirl – 1:46 (Sprout)
26. My Son Cool – 1:41
27. Always Crush Me – 1:44
28. Alright – 2:56